# Adema
Adema ist eine US-amerikanische Nu-Metal-/Rock-Band aus Bakersfield, Kalifornien, welches ebenfalls Geburtsort der Mitglieder der Nu-Metal-Band Korn ist.

## Bandgeschichte
Gegründet wurde Adema 1998 in Kalifornien von Mark Chavez (Gesang), Halbbruder von Jonathan Davis, und Mike Ransom (Gitarre), zu denen sich aber bald die ehemaligen Mitglieder der Band Juice, Dave DeRoo (Bass) und Tim Fluckey (Gitarre), gesellten. Der Schlagzeuger Kris Kohls kam erst ein Jahr später hinzu, als die inzwischen geschriebenen Lieder auf einem Demotape festgehalten werden sollten. Nachdem sie dieses Tape an alle größeren Labels geschickt hatten, kam es zu einem Wettstreit dieser um die Newcomer, bei dem sich schließlich Arista Records durchsetzen konnten.
Im August 2001 kam es dann zur Veröffentlichung des ersten Studioalbums Adema, welches Goldstatus in den Vereinigten Staaten erreichen konnte. Die Singleveröffentlichungen Giving In und The Way You Like It konnten dazu beitragen, dass das Album sich über 600.000 mal verkaufte. Aufgrund dieses Erfolges wurden sie dann für die erste Bühne der Ozzfest Tour 2002 engagiert. Mit den beiden nächsten Veröffentlichungen, der EP Insomniac’s Dream (2002, auf 50.000 Exemplare limitiert) und Unstable (2003, verkaufte sich rund 110.000 mal), konnten Adema nicht an den Erfolg des selbstbetitelten Adema anknüpfen, obwohl der Song Blame Me laut Billboard der Beste seit langem in der Geschichte des Nu Metals war.
Aufgrund von Differenzen mit Sänger Mark Chavez verließ Gitarrist Mike Ransom im September 2003 Adema. 2004 kam es dann zu einer Auseinandersetzung der restlichen Band mit Chavez, welcher oft dafür kritisiert wurde, die Bekanntheit seines Halbbruders für seine eigene Karriere auszunutzen. Als Folge trennte sich dieser von Adema und arbeitete als Sänger der Band Midnight Panic weiter, die 2007 aufgelöst wurde. Als Ersatz fand sich Luke Caraccioli (vormals Rewind Yesterday), mit dem die Band 2005 das Album Planets herausbrachten. Luke Caraccioli brachte Adema auf diesem einen veränderten Sound bei. Schreiparts fielen weg und viele gefühlvollere Passagen dominierten, was Adema im Gegensatz zu dem vorher dominierenden Metal zu einem rocklastigeren Klang führte.
Mit den beiden Singles Tornado und Planets konnte sich die LP auch wieder besser verkaufen als die beiden vorangegangenen Alben. Um wieder seiner alten Band beitreten zu können, kehrte Caraccioli der Band allerdings schon nach der ersten Veröffentlichung wieder den Rücken. Dies führte zu einem heftigen Streit zwischen diesem und dem Bassisten DeRoo, welcher Caraccioli vorwarf, den Austritt schon seit längerer Zeit geplant zu haben.
Im März 2006 gaben Adema auf ihrer offiziellen MySpace-Seite bekannt, dass Bobby Reeves, bis dato Sänger von LEVEL aus Los Angeles, Caraccioli ersetzen werde, welchem nur wenige Monate später auch der Gitarrist Ed Faris, ebenfalls ehemaliges LEVEL-Mitglied, als neuer zweiter Gitarrist folgte.
Ihr aktuelles Album, das den Namen Kill the Headlights trägt, erschien am 21. August 2007 in den USA. Ihre erste Singleauskopplung war das Lied Cold and Jaded.
Die Band distanziert sich selbst immer vom Genre des Nu Metals und sieht sich selber als Rockband: „We always considered ourselves as a traditional rockband, rather than a new metal outfit. We’re sick of this phrase!“ (Kris Kohls)
Am 13. August 2009 gab die Band auf ihrer Myspace-Seite bekannt, dass Mark Chavez und Mike Ransom zur Band zurückkehren. Bereits im April 2010 (Ransom) bzw. Januar 2011 (Chavez) kehrten sie der Band aber erneut den Rücken. Aufgrund dessen übernahm Tim Fluckey neben der Gitarre von nun an auch den Gesangspart bei Adema. Für Ransom kam 2011 Marc DeLeon, welcher zunächst nur als Tour-Bassist den für kurze Zeit in Haft sitzenden Dave DeRoo ersetzte, nach dessen Rückkehr aber festes Mitglied von Adema wurde, diesmal als Gitarrist.
Am 2. April 2013 wurde schließlich die oft angekündigte wie auch verschobene EP Topple The Giants rausgebracht, welche neben drei neuen Songs auch Neuaufnahmen von den vorherigen Alben beinhaltet. Bereits vor Veröffentlichung wurde bekanntgegeben, dass in Zukunft Marc DeLeon durch seinen Sohn Chris DeLeon ersetzt werde, jedoch nur als Tourgitarrist.

## Diskografie

### Studioalben
| Jahr | Titel Musiklabel                    | Höchstplatzierung, Gesamtwochen, AuszeichnungChartplatzierungen (Jahr, Titel, Musiklabel, Platzierungen, Wochen, Auszeichnungen, Anmerkungen) | Höchstplatzierung, Gesamtwochen, AuszeichnungChartplatzierungen (Jahr, Titel, Musiklabel, Platzierungen, Wochen, Auszeichnungen, Anmerkungen) | Anmerkungen                                               |
| Jahr | Titel Musiklabel                    | UK | US | Anmerkungen                                               |
| ---- | ----------------------------------- | --- | --- | --------------------------------------------------------- |
| 2001 | Adema Arista Records                | — | US27 Gold · (36 Wo.)US | Erstveröffentlichung: 21. August 2001 Verkäufe: + 500.000 |
| 2003 | Unstable Arista Records             | — | US43 (4 Wo.)US | Erstveröffentlichung: 12. August 2003                     |
| 2005 | Planets Earache Records             | — | US152 (2 Wo.)US | Erstveröffentlichung: 5. April 2005                       |
| 2007 | Kill the Headlights Earache Records | — | — | Erstveröffentlichung: 26. Juni 2007                       |

### EPs
- 2002: Insomniac's Dream
- 2005: Tornado
- 2013: Topple the Giants

### Singles
| Jahr | Titel Album               | Höchstplatzierung, Gesamtwochen, AuszeichnungChartplatzierungen (Jahr, Titel, Album, Platzierungen, Wochen, Auszeichnungen, Anmerkungen) | Höchstplatzierung, Gesamtwochen, AuszeichnungChartplatzierungen (Jahr, Titel, Album, Platzierungen, Wochen, Auszeichnungen, Anmerkungen) | Anmerkungen                             |
| Jahr | Titel Album               | UK | US | Anmerkungen                             |
| ---- | ------------------------- | --- | --- | --------------------------------------- |
| 2001 | Giving In Adema           | UK62 (2 Wo.)UK | — | Erstveröffentlichung: 3. Juli 2001      |
| 2001 | The Way You Like It Adema | UK61 (2 Wo.)UK | — | Erstveröffentlichung: 27. November 2001 |
| 2003 | Unstable                  | UK46 (2 Wo.)UK | — | Erstveröffentlichung: 23. Juni 2003     |
| 2005 | Tornado Planets           | UK82 (1 Wo.)UK | — | Erstveröffentlichung: 18. Februar 2005  |

Weitere Singles
- 2002: Freaking Out
- 2002: Everyone
- 2002: Immortal
- 2003: Promises
- 2005: Planets
- 2005: Shoot the Arrows
- 2007: Cold and Jaded
- 2007: Brand New Thing
- 2008: All These Years
- 2013: Resolution

## Auszeichnungen für Musikverkäufe
Anmerkung: Auszeichnungen in Ländern aus den Charttabellen bzw. Chartboxen sind in ebendiesen zu finden.
| Land/RegionAuszeichnungen für Musikverkäufe (Land/Region, Auszeichnungen, Verkäufe, Quellen) | Gold  | Platin | Verkäufe | Quellen  |
| -------------------------------------------------------------------------------------------- | ----- | ------ | -------- | -------- |
| Vereinigte Staaten (RIAA)                                                                    | Gold1 | —      | 500.000  | riaa.com |
| Insgesamt                                                                                    | Gold1 | —      |          |          |